# Liste ehemaliger Brauereien in Österreich

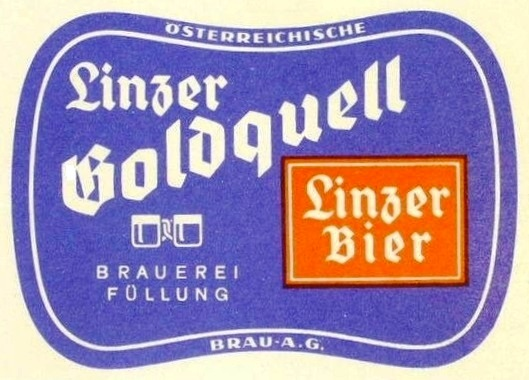
Linzer Bier

Liesinger Bier

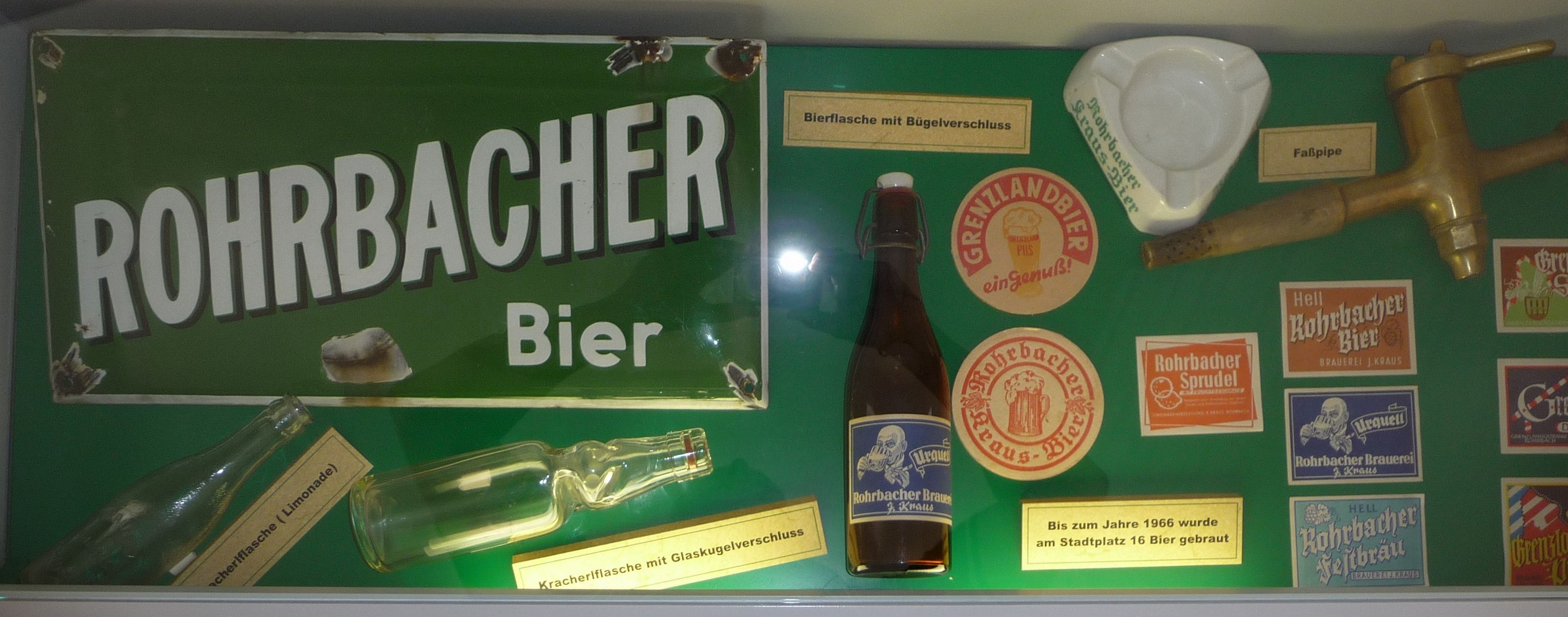
Rohrbacher Bier

Diese Liste soll möglichst alle ehemaligen Brauereien in Österreich enthalten, sortiert nach Bundesländern. In der Mitte des 19. Jahrhunderts gab es auf dem Gebiet des heutigen Österreich mehr als 1.000 Brauereien.

## Burgenland
Das Burgenland gehörte bis 1921 zum Königreich Ungarn.
| Ort         | Name                                 | Biermarke | Gründung | Auflösung | Anmerkung |
| ----------- | ------------------------------------ | --------- | -------- | --------- | --------- |
| Eisenstadt  | Städtisches Brauhaus Eisenstadt      |           | um 1648  | 1885      |           |
| Mattersburg | Brauhaus Mattersburg                 |           | vor 1570 | nach 1861 |           |
| Kobersdorf  | Herrschaftliches Brauhaus Kobersdorf |           | vor 1760 | 1900      |           |

## Kärnten
| Ort      | Name                  | Biermarke   | Gründung | Auflösung | Anmerkung |
| -------- | --------------------- | ----------- | -------- | --------- | --------- |
| Bleiburg | Sorgendorfer Brauerei | Schlossbräu | 1603     | 1991      |           |

## Niederösterreich
| Ort                   | Name                                        | Biermarke                                    | Gründung | Auflösung | Anmerkung |
| --------------------- | ------------------------------------------- | -------------------------------------------- | -------- | --------- | --- |
| Groß Gerungs          | Brauerei Groß Gerungs                       | Tigerbräu                                    | vor 1779 | 1956      | Als Biermarke im Auftrag der Gemeinde von der Brauerei Zwettl wieder belebt.                                                                      |
| Neu-Nagelberg         | Brauerei Neu-Nagelberg                      | Nagelberger Grenzquell u. Stölzle Grenzquell | vor 1788 | 1950      | Ab 1846 im Besitz der Glasfabrikantenfamilie Stölzle.                                                                                             |
| Wiener Neudorf        | Austria Brauerei                            | Austria Bier                                 | 1769     | 1938      | Von Liesinger Brauerei aufgekauft und stillgelegt.                                                                                                |
| Siebenhirten bei Wien | Brauerei Schellenhof                        | Schellenhofer Böhmisches Lagerbier           | vor 1719 | 1926      | Gelände der ehemaligen Brauerei seit 1938 bei Wien, Gärkeller unter Deckname "Sophie" für U-Verlagerung benützt, 1944 bei Bombenangriff zerstört. |
| Brunn am Gebirge      | Brunner-Brau-Aktien-Gesellschaft            |                                              | 1817     | 1930      | Von der Brau AG (Liesinger Brauerei) aufgekauft und stillgelegt.                                                                                  |
| Rannersdorf           | Brauhaus der Stadt Wien                     | Wiener Stadtbräu Stefflbräu                  | 1899     | 1959      | Das ehemalige Brauereigelände Gut Wallhof befindet sich noch immer im Besitz der Stadt Wien.                                                      |
| Markt Piesting        | Piestinger Brauerei                         | Piestinger                                   | 1824     | 2005      | Von den Vereinigten Kärntner Brauereien gekauft und umgehend stillgelegt.                                                                         |
| Wiener Neustadt       | Brauhof Wiener Neustadt                     |                                              | vor 1621 | 1926      | Von der Liesinger Brauerei übernommen und stillgelegt.                                                                                            |
| Pottendorf            | Brauerei Pottendorf                         | Potten-Bräu                                  | vor 1645 | 1932      | |
| Waidhofen/Ybbs        | Brauerei Riedmüller                         |                                              | vor 1710 | um 1921   | |
| Waidhofen/Thaya       | Herrschaftsbrauerei Waidhofen               |                                              | 1606     | 1928      | |
| Drosendorf            | Schlossbrauerei Drosendorf Brauerei Benesch |                                              | vor 1514 | 1911      | |
| Krems                 | Brauhof Krems                               |                                              | 1790     | 1915      | |
| Poysdorf              | Brauerei Steingassner                       |                                              | 1741     | 1920      | |
| Gresten               | Bürgerliche Brauerei Gresten                |                                              | 1648     | 1923      | |

## Oberösterreich
| Ort                          | Name                                          | Biermarke         | Gründung | Auflösung | Anmerkung |
| ---------------------------- | --------------------------------------------- | ----------------- | -------- | --------- | --- |
| Gmunden                      | Brauerei Gmunden                              | Gmundner Bier     | 1868     | 1969      | |
| Schärding                    | Brauerei Kapsreiter                           | Kapsreiter Bier   | 1863     | 2012      | |
| Linz                         | Poschacher Brauerei                           | Linzer Bier       | 1836     | 1981      | |
| Ried im Innkreis             | Kellerbrauerei Mitterbucher & Söhne           | Keller Bräu       | 1446     | 2013      | |
| Pfarrkirchen bei Bad Hall    | Brauerei Schloss Mühlgrub                     | Mühlgruber Bier   | 1891     | 1986      | Hier wurde außerdem die Limonade Schartner Bombe produziert.                                                      |
| Linz                         | Linzer Aktienbrauerei und Malzfabrik Hatschek |                   |          | 1922      | Die Brauerei befand sich in der Kapuzinerstraße und stand im Besitz von Ludwig Hatschek, ging in der Brau AG auf. |
| Rohrbach                     | Brauerei J. Kraus                             | Rohrbacher Bier   |          | 1966      | |
| Mehrnbach                    | Schlossbrauerei Riegerting                    | Riegertinger Bier |          | 1981      | |
| Kirchdorf an der Krems       | Brauerei Mayr                                 | Mayr Bier         | 1666     | 2003      | [ 2 ] |
| Mattighofen                  | Brauerei Mattighofen                          | Mattighofner Bier | 1550     | 1975      | |
| Hochburg-Ach                 | Brauerei Weinberger Ach                       | Weinberger-Bier   | 1516     | 1968      | [ 3 ] |
| Höhnhart                     | Brauerei Höhnhart                             | Höhnharter Bier   | 1740     | 1983      | [ 4 ] |
| Wesenufer                    | Brauerei Niklas                               | Niklas Bier       | 1650     | 1975      | [ 5 ] |
| Feldkirchen bei Mattighofen  | Brauerei Oichten                              | Bier Oichten      | 1870     | 1939      | |
| St. Georgen am Fillmannsbach | Brauerei Fillmannsbach                        | König-Bier        | 1425     | 1969      | [ 6 ] |
| St. Florian                  | Stiftsbrauerei St. Florian                    | Florianer Bier    |          | 1956      | [ 7 ] |
| Perg                         | Brauerei Seyr                                 | Seyr Bier         | 1608     | 1952      | |
| Reichersberg                 | Stiftsbrauerei Reichersberg                   |                   | 1350     | 1941      | |
| Lambach                      | Stiftsbrauerei Lambach                        | Lambacher Bier    |          | 1953      | |
| Sierninghofen bei Steyr      | Brauerei Jäger                                | Jäger-Bräu        | 1699     | 1979      | |
| Braunau am Inn               | Brauerei Stechl                               | Stechl-Bräu       |          | 1979      | |

## Salzburg
(Inhalt fehlt noch)

## Steiermark
| Ort             | Name                 | Biermarke          | Gründung | Auflösung | Anmerkung |
| --------------- | -------------------- | ------------------ | -------- | --------- | --- |
| Graz            | Brauerei Reininghaus | Brüder Reininghaus | ca. 1696 | 1949      | Im Zweiten Weltkrieg mit der Brauerei Puntigam fusioniert, Braubetrieb dorthin verlegt. Biermarke existiert noch heute. |
| Hartberg        | Brauerei Großschedl  |                    | ca. 1720 | 1908      | |
| Admont          | Brauerei Friedl      |                    | 1732     | 1917      | |
| Feldbach        | Brauerei Feldbach    |                    | ca. 1789 | 1918      | |
| Bad Mitterndorf | Kogelbräu            |                    | ca. 1680 | um 1925   | |

## Tirol
| Ort         | Name                 | Biermarke | Gründung | Auflösung | Anmerkung |
| ----------- | -------------------- | --------- | -------- | --------- | --------- |
| Hall        | CraftCountry Brewery |           | 2016     | 2017      |           |
| Innsbruck   | Theresienbräu        |           |          | 2020      |           |
| Wildschönau | Wildschönau Brauerei |           | 2013     | 2018      |           |

## Vorarlberg
(Inhalt fehlt noch)

## Wien
| Ort             | Name                          | Biermarke                                                      | Gründung | Auflösung | Anmerkung |
| --------------- | ----------------------------- | -------------------------------------------------------------- | -------- | --------- | --- |
| Floridsdorf     | Brauerei zum St. Georg        | Abzug Bier, Neuquell, Starkquell, Schwarzquell, Lagerbier      | 1893     | 1936      | Ehemals Familie Mautner Markhof.                                                                                      |
| Liesing (Wien)  | Brauerei Liesing              | Liesinger Bier                                                 | 1828     | 1973      | |
| Nussdorf (Wien) | Nußdorfer Bierbrauerei        | Brauhaus Nußdorf                                               | 1819     | 1950      | |
| Sankt Marx      | Brauerei Sankt Marx           | Märzen, Abzug Bier, Lagerbier, Alt-Wiener Malz-Bier            | 1857     | 1916      | Ehemals Familie Mautner Markhof                                                                                       |
| Währing         | Brauerei Währing              | Unterzug, Abzug, Lagerbier                                     | um 1840  | 1907      | [ 8 ] |
| Hernals         | Brauerei Hernals              | Lager-Bier, Märzenbräu, Porter, Schlösslbräu                   | 1839     | 1924/1936 | Nochmals von 1933 bis 1936 in Betrieb.                                                                                |
| Jedlesee        | Brauerei Jedlesee             | Jedleseer Bier, Jedleseer Abzugbier                            | 1787     | 1930      | Braugaststätte an der Pragerstraße, Lagerkeller in Langenzersdorf und Villa Magdalenenhof am Bisamberg noch erhalten. |
| Grinzing        | Brauerei/Brauhaus St. Leopold | Drei Stern Bräu, Spezial Lager, Doppelmalz, Porter             | 1814     | ca. 1931  | Gebäude später Synchronhalle und Kopierwerk der Wien-Film.                                                            |
| Hütteldorf      | Brauerei Hütteldorf           | Hütteldorfer Lagerbier, Export-Lager, Abzugbier, Bayrisch Bier | um 1599  | 1937      | 1927 von Brauerei Schwechat übernommen, Brauanlagen 1937 nach Addis Abeba.                                            |